# Regina Mañé Elá
Regina Mañé Elá (Bata, Guinea Ecuatorial, 8 de diciembre de 1954 – 24 de febrero de 2015) fue una política ecuatoguineana exiliada en España. 

## Biografía
Ejerció como profesora en el Instituto Nacional de Enseñanza Media “Carlos Luanga” de Bata entre 1970 y 1994. De cara a las elecciones municipales de Guinea Ecuatorial de 1995, Regina Mañé, quien ocupaba el cargo de Secretaria de Acción Social del Consejo Geográfico de Río Muni del PPGE de Bata, tras celebrarse una reunión de la POC (Plataforma de Oposición Conjunta) en Malabo, fue elegida para participar como candidata a alcaldesa de Bata con la formación Partido del Progreso de Guinea Ecuatorial. Su partido afirmó haber ganado las elecciones, pero finalmente la alcaldía de la ciudad le fue concedida a Fortunato Nzambi, del Partido Democrático de Guinea Ecuatorial, denunciando el PPGE fraude electoral. Tras ello se exilió en España, donde se le concedió asilo político. Desde 2003 y tras la creación del Gobierno de Guinea Ecuatorial en el exilio, pasó a ocupar en el mismo el cargo de Ministra de Educación y Cultura.